# Saint-Laurent-du-Pont
Saint-Laurent-du-Pont é uma comuna francesa na região administrativa de Auvérnia-Ródano-Alpes, no departamento de Isère.